# Robert Michailowitsch Schwarzman

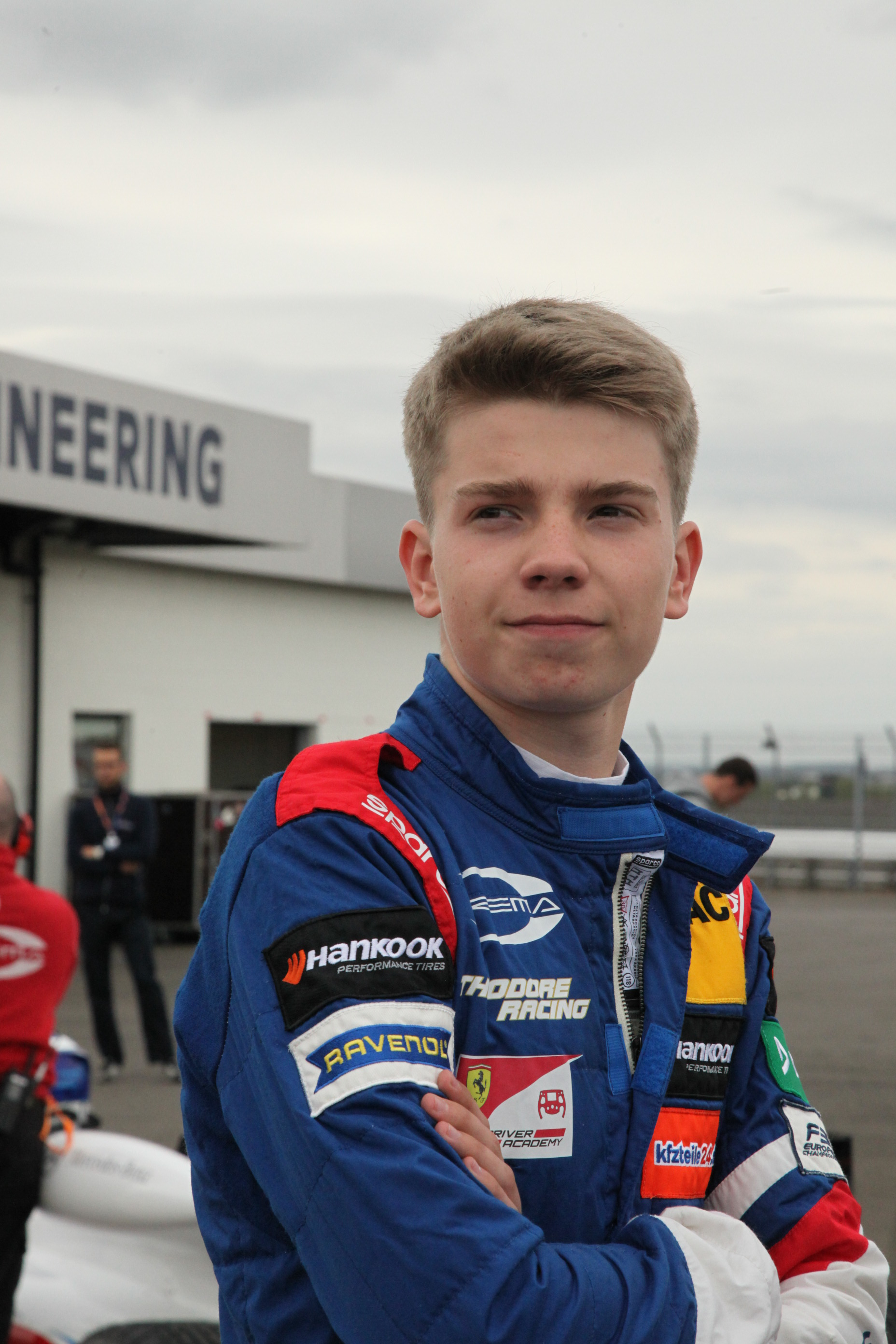
Shwartzman bei einem Rennen in 2018

Robert Michailowitsch Schwarzman (russisch Роберт Михайлович Шварцман, engl. Transkription Robert Mikhailovich Shwartzman; * 16. September 1999 in Tel Aviv) ist ein israelisch-russischer Rennfahrer und Meister der FIA-Formel-3-Meisterschaft 2019. Mit dem Team Prema Powerteam gewann er drei Rennen und erreichte zwei Pole-Positions. In der Saison 2020 ging er erneut für Prema in der FIA-Formel-2-Meisterschaft an den Start.

## Karriere

### Kartsport
2004 begann Schwarzman seine Karriere im Kartsport in Europa. Dort war er schon in jungen Jahren erfolgreich und gewann einige Rennen.

### Formel 4
2014 begann Robert Schwarzman seine Monoposto-Karriere mit sechs Rennen in der italienischen Formel-4-Meisterschaft mit Cram Motorsport und wurde 16. in der Gesamtwertung. Im folgenden Jahr bestritt er die komplette Saison mit dem Team Mücke Motorsport, gewann zwei Rennen und wurde Dritter in der Gesamtwertung.

### Formel Renault
2016 wechselte Schwarzman zur Formel Renault 2.0 mit dem Team Josef Kaufmann Racing. Er gewann zwei Rennen beim Northern Europe Cup und wurde Sechster in der Meisterschaft. Im Eurocup wurde er Achter.
2017 wechselte er zu R-ace GP. Er wurde Dritter in der Fahrer-Meisterschaft, gewann sechs Rennen und war immer auf dem Podium, außer auf dem Red Bull Ring und auf dem Circuit Paul Ricard.

### GP3-Serie
Robert Schwarzman nahm im November 2016 an den Testfahrten der GP3 teil. Diese waren nicht so erfolgreich, wie man es erwartete.

### Toyota Racing Series
2018 nahm Robert Schwarzman an der Toyota Racing Series teil. Er war in allen Rennen unter den ersten fünf und gewann so die Meisterschaft vor seinen Teamkollegen, Marcus Armstrong und Richard Verschoor, die bereits 2017 teilgenommen hatten.

### Europäische Formel-3-Meisterschaft
2017 testete Schwarzman in der Europäischen Formel-3-Meisterschaft für das Prema Powerteam. Nach den Testfahrten wurde er in die Ferrari Driver Academy aufgenommen. So wurde er im Dezember 2017 für die Europäische Formel-3-Meisterschaft 2018 mit dem Team Prema Powerteam bestätigt. Da gewann er sein erstes Rennen in Spielberg. Mit seinem zweiten Sieg am Ende der Saison besiegte er seinen FDA-Kollegen Marcus Armstrong. Da gewann er den Rookie-Titel.

### FIA-Formel-3-Meisterschaft
2019 startete Schwarzman die FIA-Formel-3-Meisterschaft 2019 mit einer Pole-Position in Barcelona. Nach der Zeitstrafe von Christian Lundgaard wurde er Erster und gewann sein erstes Rennen. Am nächsten Tag wurde er Vierter. Er wurde Dritter im Qualifying auf dem Circuit Paul Ricard und im Rennen Zweiter, direkt hinter seinem Teamkollegen, Jehan Daruvala. In Spielberg wurde Schwarzman Zwölfter im Qualifying nach einem mechanischen Problem. Im ersten Rennen wurde er Fünfter und im zweiten fuhr er in Marcus Armstrong für den Rennsieg, der stehen bleiben musste. Daher erhielt er eine Zeitstrafe und war hinter Jake Hughes und Jehan Daruvala auf dem dritten Platz. In Silverstone qualifizierte er sich als Sechster. Es sah so aus, als würde er Sechster bleiben, als er plötzlich Christian Lundgaard überholte. Am Sonntag wurde er Zweiter hinter Leonardo Pulcini und drehte noch die schnellste Runde des Rennens. Auf dem Hungaroring qualifizierte sich Schwarzman Vierter und wurde Fünfter. Im zweiten Rennen kollidierte er mit Felipe Drugovich und fiel aus. In Spa-Francorchamps qualifizierte er sich als Vierter und wurde im ersten Rennen Zweiter. Am nächsten Tag schloss er als Dritter hinter Yuki Tsunoda und Marcus Armstrong ab. In Monza qualifizierte sich Schwarzman auf dem dritten Platz und trotz einer Platzstrafe gewann er das Rennen. Am nächsten Tag wurde er um 0.067 Sekunden Achter und bekam den letzten Punkt. In Sotschi errang er die Pole-Position, aber wurde von Marcus Armstrong überholt und wurde Zweiter. So gewann er die FIA-Formel-3-Meisterschaft 2019 vor Jehan Daruvala. Am nächsten Tag wurde er noch Dritter und war immer auf dem Podium in Russland.
Nach dem zweiten Platz im Qualifying vom GP von Macau schied Schwarzman noch in der ersten Runde mit einem beschädigten Vorderreifen aus. Grund für den Schaden war eine Kollision mit Christian Lundgaard in der zweiten Kurve.

### FIA-Formel-2-Meisterschaft
2020 trat Robert Schwarzman in der FIA-Formel-2-Meisterschaft für das Prema Powerteam an. Beim ersten Rennwochenende der Saison auf dem Red Bull Ring in Österreich erreichte er direkt seine erste Podiumsplatzierung. Er kam auf den dritten Platz, einen Platz hinter Marcus Armstrong. Beim zweiten Rennen wurde er Vierter, eine Position hinter Dan Ticktum. Eine Woche später gewann er auf derselben Strecke sein erstes Formel-2-Rennen. Nach weiteren Siegen in Ungarn, Belgien und Bahrain schloss Schwarzman die Saison als Gesamtvierter ab.
In der Saison 2021 fuhr Schwarzman erneut für Prema in der Formel 2. Sein Teamkollege war Oscar Piastri. Er erzielte Siege in den Sprintrennen von Aserbaidschan und Großbritannien und schloss die Saison als Vizemeister ab.

### Formel 1
Für das Jahr 2022 kündigte Schwarzman an, nicht mehr in der Formel 2 anzutreten. Stattdessen übernahm er die Rolle des Testfahrers bei der Scuderia Ferrari.

## Persönliches
Der Vater von Robert Schwarzman, Michail Schwarzman, starb am 18. April 2020 an den Folgen einer COVID-19-Infektion. Nach der russischen Invasion in der Ukraine im Februar 2022 startet Schwarzman als Testfahrer für die Scuderia Ferrari unter der israelischen Flagge.

## Statistik

### Einzelergebnisse in der IndyCar Series
| Jahr | Team         | 1   | 2   | 3   | 4   | 5   | 6    | 7   | 8   | 9   | 10  | 11   | 12   | 13  | 14  | 15  | 16   | 17  | 18 | 19 | Punkte | Rang |
| ---- | ------------ | --- | --- | --- | --- | --- | ---- | --- | --- | --- | --- | ---- | ---- | --- | --- | --- | ---- | --- | -- | -- | ------ | ---- |
| 2025 | Prema Racing | STP | TTC | LBH | ALA | IMS | INDY | DET | GAT | ROA | MDO | IOW1 | IOW2 | TOR | LAG | POR | MIL1 | NSH |    |    | 168    | 23.  |
| 2025 | Prema Racing | 20  | 22  | 18  | 25  | 18  | 261L | 16  | 10  | 27  | 21  | 20   | 9    | 16  | 21  |     |      |     |    |    | 168    | 23.  |

Legende

### Einzelergebnisse in der europäischen Formel-3-Meisterschaft
| Jahr | Team                  | Motor    | 1   | 2   | 3   | 4   | 5   | 6   | 7   | 8   | 9   | 10  | 11  | 12  | 13  | 14  | 15  | 16  | 17  | 18  | 19  | 20  | 21  | 22  | 23  | 24  | 25  | 26  | 27  | 28  | 29  | 30  | Punkte | Rang |
| ---- | --------------------- | -------- | --- | --- | --- | --- | --- | --- | --- | --- | --- | --- | --- | --- | --- | --- | --- | --- | --- | --- | --- | --- | --- | --- | --- | --- | --- | --- | --- | --- | --- | --- | ------ | ---- |
| 2018 | Prema Theodore Racing | Mercedes | PAU | PAU | PAU | HUN | HUN | HUN | NOR | NOR | NOR | ZAN | ZAN | ZAN | SPA | SPA | SPA | SIL | SIL | SIL | MIS | MIS | MIS | NÜR | NÜR | NÜR | SPI | SPI | SPI | HOC | HOC | HOC | 294    | 3.   |
| 2018 | Prema Theodore Racing | Mercedes | 8   | 9   | 6   | 3   | 5   | DNF | 6   | DNF | 7   | 8   | 7   | 11  | 5   | 4   | 2   | 8   | 9   | 10  | 3   | 9   | 7   | 2   | 2   | 2   | 2   | 3   | 1   | 2   | 5   | 1   | 294    | 3.   |

### Einzelergebnisse in der FIA-Formel-3-Meisterschaft
| Jahr | Team         | 1   | 2   | 3   | 4   | 5   | 6   | 7   | 8   | 9   | 10  | 11  | 12  | 13  | 14  | 15  | 16  | Punkte | Rang |
| ---- | ------------ | --- | --- | --- | --- | --- | --- | --- | --- | --- | --- | --- | --- | --- | --- | --- | --- | ------ | ---- |
| 2019 | Prema Racing | ESP | ESP | FRA | FRA | AUT | AUT | GBR | GBR | HUN | HUN | BEL | BEL | ITA | ITA | RUS | RUS | 212    | 1.   |
| 2019 | Prema Racing | 1   | 4   | 2   | 1   | 5   | 3   | 5   | 2   | 5   | DNF | 2   | 3   | 1   | 8   | 2   | 3   | 212    | 1.   |

### Einzelergebnisse in der FIA-Formel-2-Meisterschaft
| Jahr | Team         | Motor      | 1   | 2   | 3   | 4   | 5   | 6   | 7   | 8   | 9   | 10  | 11  | 12  | 13  | 14  | 15  | 16  | 17  | 18  | 19  | 20  | 21  | 22  | 23  | 24  | Punkte | Rang |
| ---- | ------------ | ---------- | --- | --- | --- | --- | --- | --- | --- | --- | --- | --- | --- | --- | --- | --- | --- | --- | --- | --- | --- | --- | --- | --- | --- | --- | ------ | ---- |
| 2020 | Prema Racing | Mecachrome | AUT | AUT | AUT | AUT | HUN | HUN | GBR | GBR | GBR | GBR | ESP | ESP | BEL | BEL | ITA | ITA | ITA | ITA | RUS | RUS | BHR | BHR | BHR | BHR | 177    | 4.   |
| 2020 | Prema Racing | Mecachrome | 3   | 4   | 1   | DNF | 1   | 4   | 14  | 13  | 8   | 13  | 2   | 13  | 5   | 1   | 9   | 5   | DNF | 9   | 11  | 10  | 8   | 1   | 4   | 5   | 177    | 4.   |
| 2021 | Prema Racing | Mecachrome | BHR | BHR | BHR | MON | MON | MON | AZE | AZE | AZE | GBR | GBR | GBR | ITA | ITA | ITA | RUS | RUS | RUS | KSA | KSA | KSA | UAE | UAE | UAE | 192    | 2.   |
| 2021 | Prema Racing | Mecachrome | 4   | DNF | 7   | DNF | 10  | 4   | 1   | 5   | 3   | 1   | 15  | 5   | 6   | 3   | 6   | 3   | C   | 4   | 5   | 3   | 2   | 4   | 2   | 5   | 192    | 2.   |

| Legende  | Legende            | Legende                                                          |
| Farbe    | Abkürzung          | Bedeutung                                                        |
| -------- | ------------------ | ---------------------------------------------------------------- |
| Gold     | –                  | Sieg                                                             |
| Silber   | –                  | 2. Platz                                                         |
| Bronze   | –                  | 3. Platz                                                         |
| Grün     | –                  | Platzierung in den Punkten                                       |
| Blau     | –                  | Klassifiziert außerhalb der Punkteränge                          |
| Violett  | DNF                | Rennen nicht beendet (did not finish)                            |
| Violett  | NC                 | nicht klassifiziert (not classified)                             |
| Rot      | DNQ                | nicht qualifiziert (did not qualify)                             |
| Rot      | DNPQ               | in Vorqualifikation gescheitert (did not pre-qualify)            |
| Schwarz  | DSQ                | disqualifiziert (disqualified)                                   |
| Weiß     | DNS                | nicht am Start (did not start)                                   |
| Weiß     | WD                 | zurückgezogen (withdrawn)                                        |
| Hellblau | PO                 | nur am Training teilgenommen (practiced only)                    |
| Hellblau | TD                 | Freitags-Testfahrer (test driver)                                |
| ohne     | DNP                | nicht am Training teilgenommen (did not practice)                |
| ohne     | INJ                | verletzt oder krank (injured)                                    |
| ohne     | EX                 | ausgeschlossen (excluded)                                        |
| ohne     | DNA                | nicht erschienen (did not arrive)                                |
| ohne     | C                  | Rennen abgesagt (cancelled)                                      |
| ohne     | keine WM-Teilnahme |                                                                  |
| sonstige | P/fett             | Pole-Position                                                    |
| sonstige | 1/2/3/4/5/6/7/8    | Punktplatzierung im Sprint-/Qualifikationsrennen                 |
| sonstige | SR/kursiv          | Schnellste Rennrunde                                             |
| sonstige | *                  | nicht im Ziel, aufgrund der zurückgelegten Distanz aber gewertet |
| sonstige | ()                 | Streichresultate                                                 |
| sonstige | unterstrichen      | Führender in der Gesamtwertung                                   |

### Le-Mans-Ergebnisse
| Jahr | Team     | Fahrzeug     | Teamkollege   | Teamkollege | Platzierung | Ausfallgrund    |
| ---- | -------- | ------------ | ------------- | ----------- | ----------- | --------------- |
| 2024 | AF Corse | Ferrari 499P | Robert Kubica | Ye Yifei    | Ausfall     | Elektrikschaden |

### Einzelergebnisse in der FIA-Langstrecken-Weltmeisterschaft
| Saison | Team     | Rennwagen    | 1   | 2   | 3   | 4   | 5   | 6   | 7   | 8   |
| ------ | -------- | ------------ | --- | --- | --- | --- | --- | --- | --- | --- |
| 2024   | AF Corse | Ferrari 499P | KAT | IMO | SPA | LEM | SAO | AUS | FUJ | BAH |
| 2024   | AF Corse | Ferrari 499P | 4   | 8   | 8   | DNF | 11  | 1   | 12  | 8   |